# Schronisko PTTK w Dukli
Schronisko PTTK w Dukli – dawne schronisko turystyczne (dom wycieczkowy), położone w Dukli w Beskidzie Niskim. Mieściło się w kamienicy na dukielskim rynku pod numerem 25.
Budynek, w którym mieściło się schronisko został odbudowany w 1969 roku. Do 1971 roku był w nim prowadzony niewielki hotel komunalny. Z uwagi na niewielkie zainteresowanie obiektem, decyzją Miejskiej Rady Narodowej w Dukli budynek przekazano PTTK, które urządziło w nim najpierw stację turystyczną, a następnie schronisko. PTTK przeprowadziło remont obiektu, a w 1975 roku otworzyło w nim kawiarnię „Złoty Gil”. Poza kawiarnią w schronisku czynny był  bufet turystyczny oraz świetlica. Około 1980 roku obiekt posiadał 50 miejsc noclegowych w pokojach wieloosobowych.
Obecnie obiekt określany jest jako „pokoje gościnne”, a jego zarządcą jest spółka Bieszczadzkie Schroniska i Hotele PTTK Sp. z o.o. w Sanoku.
Schronisko - opisywane jako "petetek" - jest wspominane w powieści Andrzeja Stasiuka pt "Dukla" (1997).

## Piesze szlaki turystyczne
- Dukla – zbocza Chyrowej (dojście do Głównego Szlaku Beskidzkiego)